# Ocean

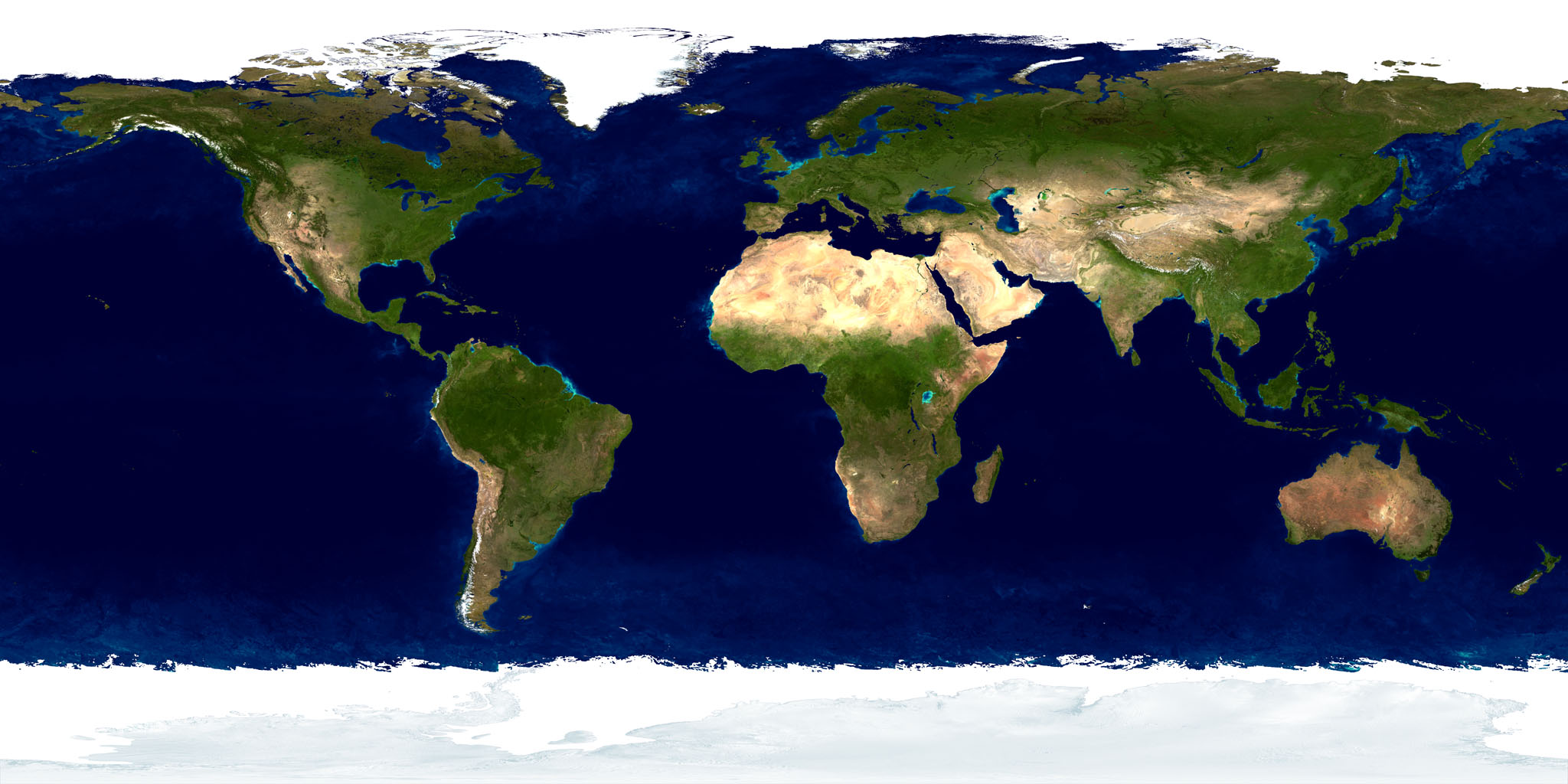
Ocean światowy

Ocean (łac. Oceanus, stgr. Ὠκεανός Okeanos – u starożytnych Greków i Rzymian mityczna rzeka oblewająca cały świat, także nazwa jej boga) – wielka część hydrosfery ziemskiej, stanowiąca rozległy obszar słonej wody. Wody słone pokrywają w sumie blisko 3/4 (70,8%) Ziemi. Powierzchnia oceanów wynosi ok. 361 mln km², a ich łączna objętość ok. 1,3×1018 m³.

## Klasyfikacja oceanów
Do 2000 roku większość wcześniejszych klasyfikacji wyróżniała trzy oceany: Spokojny, Atlantycki i Indyjski, inne klasyfikacje również jeden ocean lub cztery. Aktualna klasyfikacja Międzynarodowej Organizacji Hydrograficznej, przyjęta także przez polską Komisję Standaryzacji Nazw Geograficznych poza Granicami RP, wyróżnia pięć oceanów:
- Spokojny (Pacyfik),
- Atlantycki,
- Indyjski,
- Południowy,
- Arktyczny.

| Jeden ocean   | Trzy oceany                                                                             | Cztery oceany | Pięć oceanów (aktualna) |
| ------------- | --------------------------------------------------------------------------------------- | --- | --- |

W zależności od klasyfikacji, wyróżnia się od 1 do 5 ziemskich oceanów

| - Wszechocean | - Ocean Spokojny (Pacyfik, Ocean Wielki) - Ocean Atlantycki (Atlantyk) - Ocean Indyjski | - Ocean Spokojny (Pacyfik, Ocean Wielki) - Ocean Atlantycki (Atlantyk) - Ocean Indyjski - Ocean Arktyczny (Morze Arktyczne, Ocean Lodowaty Północny) | - Ocean Spokojny (Pacyfik, Ocean Wielki) - Ocean Atlantycki (Atlantyk) - Ocean Indyjski - Ocean Arktyczny (Morze Arktyczne, Ocean Lodowaty Północny) - Ocean Południowy |

## Układy oceaniczne
W skład oceanów (układów oceanicznych) wchodzą także mniejsze obszary wodne, jak: morza, zatoki, kanały, zalewy i cieśniny, które od pełnych wód oceanicznych mogą być oddzielone półwyspami, wyspami bądź archipelagami. Wszystkie te zasoby wodne Ziemi określa się łącznie mianem wszechoceanu.

## Ukształtowanie dna oceanicznego

Formy ukształtowania dna oceanicznego

Do głównych form ukształtowania dna oceanicznego zalicza się między innymi:
- szelfy kontynentalne – fragmenty dna, które stanowią części bloków kontynentalnych, zbudowane ze skorupy kontynentalnej oraz osadów morskich, zalane przez wody oceanów, sięgają zazwyczaj do 200 m głębokości, gdzie kończą się gwałtownym załomem,
- stoki kontynentalne – strome odcinki dna oceanicznego, które łączą szelfy z basenami oceanicznymi,
- baseny oceaniczne – rozległe, słabo urozmaicone fragmenty dna położone na głębokości 4000 do 6000 m p.p.m., zajmują aż 72% powierzchni oceanów,
- rowy oceaniczne – głębokie formy dna, które sięgają od 7000 do ponad 11000 m głębokości, długie na 300–5000 km, szerokie na 30–100 km,
- grzbiety śródoceaniczne – systemy wzniesień dna oceanicznego, tworzące podwodne łańcuchy o łącznej długości ok. 60000 km. Powstają w strefach ekspansji dna oceanicznego, gdzie płyty oceaniczne rozchodzą się na boki, a lawa wydostaje się na zewnątrz. Grzbiety wznoszą się na 2000 do 3000 m ponad dna basenów oceanicznych, w środkowej części grzbietów ciągną się głębokie rozpadliny, tzw. ryfty,
- grzbiety podmorskie,
- góry podmorskie, gujoty,
- wyspy – części grzbietów śródoceanicznych oraz czynnych lub wygasłych wulkanów wystające ponad powierzchnię oceanu,
- równina abisalna – płaskowyż oceaniczny – wzniesienie oceaniczne – ławica oceaniczna.

Obszary szelfu i stoku kontynentalnego są zbudowane ze skorupy kontynentalnej i przez geologów zaliczane są do kontynentów. Obszary basenów oceanicznych, rowów oceanicznych i grzbietów śródoceanicznych mają skorupę typu oceanicznego i tworzą właściwy wszechocean. Formą pośrednią są tzw. mikrokontynenty – obszary położone na dnie oceanu, całkowicie lub prawie całkowicie przykryte wodą, a zbudowane ze skorupy kontynentalnej lub mieszanej.

## Powstanie oceanów
Od czasu odkrycia w latach 50. XX w. zjawiska ekspansji dna oceanicznego, czyli powstawania zupełnie nowej skorupy ziemskiej w strefach grzbietów śródoceanicznych, oraz w wyniku badań wieku osadów oceanicznych i samej skorupy, rozwinęło się kilka teorii geotektonicznych, spośród których powszechnie dziś akceptowana jest teoria tektoniki płyt.
Według tektoniki płyt skorupa ziemska powstaje w przybliżeniu w takim samym tempie, w jakim jest niszczona w strefach subdukcji, a łączna objętość oceanów nie ulega zmianie (nie licząc rozrostu i topnienia lodowców). Jedne oceany mogą powiększać się tylko kosztem innych; w historii Ziemi istniały zbiorniki oceaniczne, które zamknęły się na skutek ruchu kontynentów (paleooceany), a ich osady wypiętrzyły się tworząc łańcuchy górskie (m.in. Himalaje). Dzisiejsze oceany Atlantycki, Arktyczny i Indyjski są geologicznie młodymi oceanami, które powstały w erze mezozoicznej i rozrastają się obecnie kosztem Pacyfiku.
Według hipotezy ekspandującej Ziemi powstanie oceanów było aktem jednorazowym. Zgodnie z nią rozrost skorupy powoduje powiększanie się wszystkich oceanów i całej planety, był więc taki moment, kiedy nie było na Ziemi oceanów w dzisiejszym znaczeniu. Hipoteza ta nie potrafi wytłumaczyć istnienia ofiolitów, czyli zespołów skał identycznych z powstającymi pod powierzchnią oceanów, a znajdujących się obecnie niekiedy w głębi kontynentu.

## Skład wody
W wodzie oceanicznej znajduje się od 33 do 38 promili (licząc wagowo) różnych soli nieorganicznych. Stężenie to jest różne w różnych miejscach, lecz proporcje jonów są stałe. W kilogramie wody o stężeniu 35 promili znajdują się:
- 19,353 g chloru Cl−
- 10,76 g sodu Na+
- 2,712 g siarki S2−
- 1,294 g magnezu Mg2+
- 0,413 g wapnia Ca2+
- 0,387 g potasu K+
- 0,142 g dwuwęglanu CO32−
- 0,067 g bromu Br−
- 0,008 g strontu Sr2+
- 0,004 g boru B3+
- 0,001 g fluoru F−

## Falowanie i inne zjawiska oceaniczne
Wiatry wiejące nad rozległymi obszarami wodnymi powodują powstawanie na powierzchni oceanu fal. Katastrofalne zjawiska, takie jak podwodne trzęsienia ziemi, wybuchy wulkanów czy rozległe osuwiska wywołują niszczące fale tsunami. Znacznie rzadziej tsunami może powstać na skutek upadku planetoidy, która trafi w powierzchnię oceanu.
Dzięki stale wiejącym wiatrom, takim jak np. pasaty, powstają prądy morskie. Siły przyciągania Księżyca i Słońca wywołują ruchy mas wodnych, które noszą nazwę pływów. Nagłe zmiany ciśnienia atmosferycznego wywołują wahanie lustra wody morza lub zatoki. Zjawisko to nosi nazwę sejszy.

## Charakterystyczne grupy organizmów żyjących w oceanach
- gąbki,
- koralowce,
- plankton,
- wieloszczety,
- szkarłupnie: strzykwy, jeżowce, wężowidła,
- mięczaki: ośmiornice, dziesięciornice,
- ryby,
- skorupiaki, w tym kryl,
- walenie: wieloryby, delfiny,
- wodorosty.

## Oceany poza Ziemią
Obecnie poza Ziemią nie są znane żadne ciała niebieskie, na których potwierdzona byłaby obecność powierzchniowych zbiorników ciekłej wody.
Prawdopodobnie przed 3-4 miliardami lat istniał ocean na Marsie, jednak utrata pola magnetycznego i rozrzedzenie atmosfery planety przyczyniły się do jego zaniknięcia.
Pośród odkrytych planet pozasłonecznych znajdują się ciała krążące w obrębie tzw. ekosfery, czyli w obszarze wokół gwiazdy, w którym takie zbiorniki mogą istnieć. Współczesne modele powstawania planet wskazują na możliwość istnienia planet oceanicznych, pokrytych całkowicie wodami oceanu.

### Oceany podpowierzchniowe
Na niektórych ciałach położonych poza klasycznie definiowaną ekosferą mogą istnieć podpowierzchniowe zbiorniki ciekłej wody. Niektóre z nich tworzą płynną warstwę wody otaczającą cały glob, pokrytą skorupą lodową o wielokilometrowej grubości. Taki podpowierzchniowy ocean posiadają niektóre księżyce planet, w szczególności Europa, a także prawdopodobnie Ganimedes i Kallisto, dwa inne galileuszowe księżyce Jowisza oraz Tytan i Enceladus, krążące wokół Saturna. Ocean na Europie przypuszczalnie ma kontakt ze skalistym wnętrzem księżyca i na jego dnie może mieć miejsce aktywność wulkaniczna lub hydrotermalna; także ocean na Enceladusie rozciąga się między lodową skorupą a skałami. Prawdopodobne oceany na trzech największych księżycach lodowych są uwięzione pomiędzy dwiema warstwami lodu o różnej strukturze krystalicznej i gęstości. Modele ewolucji termicznej wskazują także na możliwość powstania takich zbiorników na niektórych większych obiektach transneptunowych (plutoidach).